# Elizabethtown (Indiana)
Elizabethtown é uma cidade  localizada no Estado americano de Indiana, no Condado de Bartholomew.

## Demografia
Segundo o censo americano de 2000, a sua população era de 391 habitantes.
Em 2006, foi estimada uma população de 408, um aumento de 17 (4.3%).

## Geografia
De acordo com o United States Census Bureau tem uma área de
0,7 km², dos quais 0,7 km² cobertos por terra e 0,0 km² cobertos por água. Elizabethtown localiza-se a aproximadamente 198 m acima do nível do mar.

## Localidades na vizinhança
O diagrama seguinte representa as localidades num raio de 20 km ao redor de Elizabethtown.